# Heimat (album)
Heimat – dziesiąty album studyjny niemieckiej grupy muzycznej Heaven Shall Burn, którego premierę wyznaczono na 27 czerwca 2025 nakładem Century Media.

## Utwory
1. „Ad Arma” – 1:54
2. „War Is the Father of All” – 6:42
3. „My Revocation of Compliance” – 3:33
4. „Confounder” – 4:21
5. „Empowerment” – 4:45
6. „A Whisper from Above” – 4:27
7. „Imminence” – 1:04
8. „Those Left Behind” – 3:24
9. „Ten Days in May” – 4:37
10. „Numbered Days” (gośc. Jesse Leach) – 3:39
11. „Dora” – 4:12
12. „A Silent Guard” – 5:00
13. „Inter Arma” – 3:24

„Too Good to Steal from” Edition
1. „Keinen Schritt zurück” (gośc. Donots) – 4:36
2. „Schweineherbst” (gośc. Dÿse) – 3:16
3. „Eisenkopf”
4. „Destroy Fascism”

## Twórcy
Skład zespołu
- Marcus Bischoff – śpiew
- Maik Weichert – gitara elektryczna
- Eric Bischoff – gitara basowa
- Christian Bass – perkusja
- Alexander Dietz – gitara elektryczna

Udział innych
- Jesse Leach (Killswitch Engage) – śpiew w utworze „Numbered Days”
- Sven Helbig (kompozytor, producent)[2]
- Wilhelm Keitel (dyrygent)[2]
- Mondëna Quartet[2]
- Chór kameralny Sofija (Ukraina)[2]
- Tue Madsen – miksowanie, mastering[2]
- Eliran Kantor – obraz na okładce[2]

## Opis
- Materiał nagrano w The Dude Ranch, należącym do Alexandra Dietza[2].
- Zapowiedzią płyty były niemieckojęzyczne utwory: opublikowany we wrześniu 2024 – „Keinen Schritt zurück” (wykonany wraz z zespołem Donots)[3][4] i 15 stycznia 2025 – „Schweineherbst” (wspólnie z grupą Dÿse), do których nakręcono teledyski (pierwszy reż. Philipp Hirsch, Alexander Dietz, a drugi Alexander Dietz)[5][6]. W 2025 przed premierą album promowały jeszcze teledyski do piosenek „My Revocation of Compliance” (reż. Tom Liebchen)[7], „Confounder” (reż. Janne Hansberg)[8], „War Is the Father of All” (reż. Mirko Witzki)[9].
- Wyjaśniając tytuł płyty (pol. „ojczyzna”) Maik Weichert powiedział: „Ojczyzna nie jest tutaj ograniczonym punktem końcowym – jak w przypadku podżegaczy i populistów – ale punktem wyjścia obserwacji i perspektyw. W zawartości albumu chodzi o wiele ojczyzn najprzeróżniejszych ludzi, a ponadto także o duchową ojczyznę, to co formuje i określa nasze myślenie i działanie”[2].
- Obraz na okładce płyty, stworzony przez Elirana Kantora, stanowi tryptyku, którego centralnym punktem jest jeleń na tylnych łapach, któremu towarzyszy polujący ryś i czujna sowa[2].
- Publikując utwór „My Revocation of Compliance” grupa zacytowała wiersz pt. An die Freude autorstwa niemieckiego poety Theodora Storma („Immer schwerer wird das Päckchen, / Kaum noch trägt es sich allein; / Und in immer engre Fesseln / Schlinget uns die Heimat ein”)[10].
- W przekazie utworu „Confounder” grupa wyraziła takie idee jak samostanowienie, niezależność i autonomiczne myślenie oraz jednocześnie i ostatecznie opowiada się wspólnotowością i wzajemnym wspieraniem (jako zagrożenia panujące w społeczeństwach wymieniono np. niewidzialną przemoc, terror konsumencki, kampanie strachu, pozorowane debaty z mediów, które znieczulają tolerancję, solidarność czy samodzielne myślenie)[2].
- Jak wyjaśnił Weichert, słowa piosenki „Empowerment” wyrażają stanowisko, zgodnie z którym „gniew i agresja w obliczu wielu obecnych problemów, nawet jeśli są całkowicie uzasadnione, nie powinny prowadzić do bezsensownych dyskusji, autodestrukcyjnej frustracji i walk na nieistotnych drugich arenach, zaś o wiele ważniejsze jest zebranie sił i przekształcenie energii w pozytywny i postępowy napęd, który może zmotywować innych do przyłączenia się i zrobienia czegoś”[11].
- Na albumie znalazł się cover utworu „Numebered Days”, pierwotnie wydany na płycie pt. Alive or Just Breathing (2002) amerykańskiej grupy Killswitch Engage, w którym gościnnie udzielił się wokalista Jesse Leach[12].